# 舍羅韋
47°0′44″N 30°29′6″E / 47.01222°N 30.48500°E
舍羅韋（烏克蘭語：Шерове）是位於烏克蘭西南部的村莊，由敖德萨州贝雷济夫卡区的科諾普利亞內市鎮負責管轄。該村始建於1936年，面積0.41平方公里，海拔高度46米，2001年人口295，人口密度每平方公里728.4人。